# Xã Oak, Quận Mills, Iowa
Xã Oak (tiếng Anh: Oak Township) là một xã thuộc quận Mills, tiểu bang Iowa, Hoa Kỳ. Năm 2010, dân số của xã này là 2.501 người.